# هيكاري ياجامي
هيكاري ياجامي (باليابانية: 八神 ヒカリ، بالروماجي: Yagami Hikari) المعروفة بالدبلجة العربية بـهند، هي شخصية خياليّة في مسلسل الانمي الشهير ديجيمون والمعروف باللغة العربية بأبطال الديجيتال، وُلِدت في 16 يناير عام 1991، هيكاري في اللغة اليابانية تعني «النور» وهو اسم نفس اسم شارة قلادتها. هيكاري فتاة يابانية تعيش مع والديّها وشقيقها في مدينة أودايبا، وهي البطلة الثامنة التي كان الأولاد يبحثون عنها في مُنتصف السلسلة الأولى وأكملت المغامرة مع البقيّة بعد ذلك. كانت أحد الشخصيات الرئيسية في السلسلة الأولى والسلسلة الثانية وسلسلة الأفلام ديجيمون أدفنتشر تراي.

## حياتها
وُلِدت هيكاري في السادس عشر من يناير في عام 1991 في طوكيو في اليابان، والدتها ربّة منزل ووالدها رجل أعمال، وشقيقها الأكبر هو تايتشي قائد أبطال الديجيتال في السلسلة الأولى في عام 1999، هيكاري تٌربي منذ صغرها قطة صغيرة سُميّت بميكو، عاشت مُنذ ولادتها وحتى عام 1995 في حي هيكاريغاوكا في طوكيو ثم إنتقلت بعد ذلك مع عائلتها إلى مدينة أودايبا، درست في مدارس أودايبا في جميع المراحل الدراسيّة، بعد أعوام عديدة تزوجت هيكاري وأنجبت ابناً وأصبحت في عام 2027 مُعلمة رياض أطفال كما كانت تحلم سابقاً.

## صفاتها ومظهرها
هيكاري فتاةٌ لطيفة للغاية، ومهذبة وخلوقة، كما أنها في غاية الهدوء، ونادر جداً ما تغضب، وهي فتاة رقيقة جداً ولا تستحمل أي صورة من صور التدمير، تُحب الاعتناء بالحيوانات والمخلوقات الرقمية، وتعطف على الضعفاء، وتُحب الخير وتكره الشر وعواقبه، وتحب أخيها الأكبر تايتشي (أمجد).
هيكاري فتاةٌ نحيلة ومتوسطة الطول، لها شعر بني قصير وعيون بنية، وترتدي عادةً الملابس القصيرة وترتدي الملابس الوردية عادةً.

## التسلسل الزمني للأحداث

### فيلم: ديجيمون أدفنتشر (1995)
في عام 1995 كانت هيكاري تعيش مع والديّها سوسومو ويووكو وشقيقها الأكبر تايتشي (أمجد) وقط الأسرة ميكو في حي هيكاريغاوكا وهو أشهر حيّ سكني في مدينة نيريما اليابانية، وفي إحدى ليالي تلك السنة، خرجت بيّضة رقميّة غريبة من الكمبيوتر، تعتني هيكاري بهذه البيّضة إلى أن فقست وخرج منها مخلوق لونه أسود صغير، اعتنت هيكاري وشقيقها بهذا المخلوق إلى أن تطور إلى مخلوق ذو لون وردي يُدعى كورومون (ورد)، يتّربى كورومون في بيت هيكاري ويُحدث الكثير من المشاكل والفوضى، وفي يوم من الأيام يُصيب كورومون حالةً غريبة ليتطور إلى مخلوقٍ ديناصور عملاق يُسمى أقومون (رعد))، يقفز أقومون إلى الشارع وتلحقه هيكاري وتصعد على ظهره، وكان تايتشي يُلاحقهم، يظهر فجأةً طائر عملاق خرج من ثُقب في السماء، يتقاتل معه أقومون أمام أنظار هيكاري وتايتشي، ثم يتطور أقومون إلى قريمون (صنديد)، ويكمل القتال معه حتى يعودان إلى الثقب في السماء، بعد هذه الحادثة انتقلت أسرة هيكاري للعيش في مدينة أودايبا.

### ما بين 1995 و1999
في عام 1996 تعرضت هيكاري لالتهاب رئوي حاد بعد أن اصطحبها شقيقها تايتشي إلى لعب كرة القدم في الحديقة العامة وسقطت أثناء اللعب في الوقت الذي كان والديّ هيكاري خارج المنزل للعمل، جلست في المستشفى لعدة أسابيع حتى كادت أن تفقد حياتها ثم تمثّلت بالشفاء بعد ذلك.

### مُسلسل: أبطال الديجيتال الجُزء الأول (1999)
في ظهيرة يوم 1 أغسطس عام 1999 امتص التيّار الغريب الأولاد السبعة إلى العالم الرقمي، في حين أن هيكاري كانت في المنزل بسبب مرضٍ أصابها، وفي الساعة 12 ظهراً و25 دقيقة من نفس اليوم عاد تايتشي إلى المنزل بصحبة كورومون (كان تايتشي قد عاد من العالم الرقمي بعد أن سحبه التيارً الذي ظهر نتيجة شقٍ غريب ظهر بعد المعركة التي انتصر فيها الأولاد على إيتيمون (قردون)، وكان تايتشي قد قضى شهوراً في العالم الرقميّ حينها) كانت هيكاري متواجدة في المنزل حينها وقابلت تايتشي لفترةٍ قصيرة قبل أن يعود الأخير إلى العالم الرقمي.
وعندما عاد الأولاد السبعة إلى العالم الرقميّ كانوا يبحثون عن الولد الثامن الذي يبحث عنه كذلك ميوتسيمون (الوطواط) في نفس الوقت، قبل أن يعلموا أن هيكاري هي البطلة الثامنة، أُسرت هيكاري عند جيش ميوتسيمون فيما بعد ثم تمكّنت بعد أن حصلت على جهازها وقلادتها من تطوير مُرافقتها إلى المُستوى الأقصى وبمعاونة جميع المُقاتلين استطاعوا القضاء على ميوتسيمون، وبعد ذلك ذهبت هيكاري إلى العالم الرقميّ مع بقيّة الأولاد، واستطاعوا القضاء على سادة الظلام واحداً تلو الآخر والقضاء على جميع الأشرار الآخري قبل أن تعود مع البقيّة إلى اليابان.

### فيلم: ديجمون أدفنتشر «لعبتنا الحربية» (2000)
في 4 مارس عام 2000 كانت هيكاري مُتواجدة في حفل عيد ميلاد صديقتها سينري مع صديقاتها الأخريات، في الوقت الذي كان تايتشي مع كوشيرو وعددٍ من أبطال الديجيتال يتقاتلون مع إحدى الفيروسات في الكمبيوتر، طلب تايتشي من شقيقته هيكاري مُساعدته لكنها رفضت ذلك بسبب أنها لا يُمكنها الخروج من حفلة عيد الميلاد.

### ما بين مارس 2000 و2002
في مايو عام 2000 عادت هيكاري مع أبطال الديجيتال إلى العالم الرقمي بطلبٍ من جيناي (زاجل)، من أجل تحرير القوة التي تحمي عالم الديجيتال لأجل إصلاح تشويه العالم الرقمي، وذلك عن طريق طاقات القلائد، ونتيجةً لذلك فإن أبطال الديجيتال فقدوا القدرة على التطوّر إلى المُستوى المثالي.

### أبطال الديجيتال الجُزء الثاني (2002)
في أبريل 2002 في اليوم الأول الدراسي تكتشف هيكاري أن تاكيرو (وسيم) يكون زميلها في الفصل، بعد ذلك تتعرف إلى مجموعةٍ جديدة يكونون هم الأبطال الجُدد، وتكتشف أن الخطر عاد لمُداهمة العالم الرقميّ ولكن هذه المرّة عن طريق شخص بشري ادعى أنه الإمبراطور وحاول السيّطرة على المخلوقات الرقميّة، في النهاية تُساهم هند في التغلب على الإمبراطور ليعود إلى رُشده ويكون من ضِمن أبطال الديجيتال الجُدد.
في أحد الأيام تشعر هيكاري بشعور غريب في المدرسة وكأن الظلام يُحيطها من كُل جانب، وفي طريقها إلى مكتب الممرضة تنجرف هيكاري إلى عالم غريب تُشاهد فيه مخلوقات غريبة ذو أعينٍ حمراء، يطلبون منهم تحريرهم من قوة الظلام، فتطلب مُساعدة تاكيرو وصدى وخرموش، وعند مجيئهم استطاعوا تحريرهم عن طريق تدمير المنارة التي تحمل برج الظلام، وعادوا إلى العالم الحقيقي.
في صيف 2002 وأثناء صراع الأولاد مع الإمبراطور سافرت هيكاري برفقة تاكيرو إلى الولايات المتحدة الأمريكية لزيارة ميمي (مي) الذي يُقابلون ويلس وهو أحد أبطال الديجيتال من الولايات المتحدة والذي يُختطف أحد مُرافقيه الرقميّين. (هذه الأحداث عُرضت في فيلم: هبوط الإعصار).

### ما بين 2002 ومارس 2003
في 14 فبراير 2003 اختطفت هيكاري رفقة سورا (سمر) وميمي في المتجر بعد أن أصبحوا رهينة لأحد الأشرار ويُدعى بولتمون، لكنهم في النهاية نجحوا في تطوير مُرافقيهم باستخدام بيوض الديجيتال.

### فيلم: ديجيمون أدفنتشر 2 «الإنتقام من دايبرومون» (2003)
في مارس عام 2003 يعود الفيروس من جديد بعد ثلاثة أعوام من الفيلم الثاني «لعبتنا الحربية»، تُشارك هيكاري الأولاد في القضاء عليه.

### ديجيمون أدفنتشر تراي (2005)
في عام 2005 هيكاري تكون ضمن أبطال الديجيتال الذي يُقاتلون إحدى الوحوش الرقميّة الذي ظهرت من أجل هدف ما، وهو القضاء على مُرافق رقمي لفتاة تُدعى ميتشيزوكي والتي في النهاية تظهر أنها أحد أبطال الديجيتال الجدد.

### 2027
في عام 2027 وبعد مرور 28 عاماً على أحداث المغامرة الأولى تصبح هيكاري متزوجة وأماً لطفل صغير، وتصبح معلمة في رياض الأطفال.

## عائلتها وأقاربها
| أقرباء هيكاري | أقرباء هيكاري | أقرباء هيكاري | أقرباء هيكاري                        | أقرباء هيكاري |
| الاسم         | الصورة        | تعريف | الظهور                               |               |
| ------------- | ------------- | --- | ------------------------------------ | ------------- |
| تايتشي        |               | هو الأخ الأكبر لهيكاري، أكبر منها بثلاثة أعوام، وهو قائد أبطال الديجيتال في الجُزء الأول وكان أحد الشخصيات الثانوية في الجُزء الثاني. | - الجزء الأول - الجزء الثاني         |               |
| ساسومو        |               | هو والد هيكاري، وهو رجل أعمال. يُحب مشاهدة الأفلام والمرح مثل أبنائه.                                                                | - الجزء الأول - الجزء الثاني         |               |
| يووكو         |               | هي والدة هيكاري، وهي ربّة منزل. خبيرةٌ بالطبخ وكانت تتفرغ لتربيّة أبنائها وخدمة بيتها.                                                 | - الجزء الأول - الجزء الثاني         |               |
| لم يُذكر       |               | هو جد هيكاري وأخيها تايتشي، توفي بسبب المرض، يعتبرونه الأب الثاني لهم، وهو والد والدها.                                             | - ديجيمون أدفنتشر في تيمر 01 (مانغا) |               |
| لم يُذكر       |               | هو ابن هيكاري، ويعتبر تايتشي خاله، لديه مرافق رقمي مثل والدته.                                                                      | - الجزء الثاني                       |               |

## مرافقتها الرقمية
| الاسم         | نوع التطور | المستوى | معلومات | الصورة |
| ------------- | ---------- | ------- | --- | ------ |
| يوكيميبوتامون | تكوين      | جنين    | هو مخلوق صغير ثلجي، له عيون سوداء مُسطحة وجلد أبيض. |        |
| نيارومون      | ارتقاء     | رضيع    | هو مخلوقٌ صغير يُشبه بهيئته القط رغم أن ليس لديّه أطراف، له جلد أصفر وذيل طويل.                                                                                          |        |
| بلوتمون       | إرتقاء     | طفل     | هو جرو صغير، ولديه آذانٌ طويلة مُتدلية، ويرتدي سوار مقدس في عنقه. |        |
| تايلمون       | إرتقاء     | بالغ    | هو مخلوقٌ رقميّ يُشبه القط، حجمه لا يوحي بطاقته الكبيرة وأيضاً لا يتناسب مع مُستواه، لديه خاتمٌ مُقدس في ذيّله، كان أحد أتباع الوطواط (فامديمون) قبل أن يكتشف هويّته الحقيقيّة. |        |
| أنجيومون      | إرتقاء     | مثالي   | هي مخلوقةٌ رقميّة، وتُصنف من ضمن الملاك، لديها شكل خارجي جميل وثمانيّة اجنحة مُتألقة.                                                                                      |        |
| ماغندرامون    | إرتقاء     | أقصى    | مخلوقٌ رقميّ مُهجَّن عن طريق عدد من المخلوقات، جسده يحاكي أسطورة التنين، وله جلد وردي اللون.                                                                               |        |

## روابط خارجية
- هيكاري على موقع ميوزك برينز (الإنجليزية)